# Adalgis
Adalgis sau Adelchis (n. 740 d.Hr. – d. 788 d.Hr.) a fost fiul ultimului rege longobard, Desiderius și principe al longobarzilor din nordul Italiei (Langobardia Major).
După ce tatăl său a fost înfrânt de către regele Carol cel Mare al francilor în Pavia în 774, Adalgis s-a refugiat în Imperiul Bizantin. El spera să își recupereze regatul cu sprijinul împărătesei Irina, însă când într-un final i s-a ivit ocazia în 787, el a fost înfrânt de către o coaliție constituită între franci și noul principe de Benevento, Grimoald al III-lea, devenit vasal loial lui Carol cel Mare. Adalgis s-a refugiat din nou la Constantinopol, unde a și murit la scurt timp, după ce a obținut titlul bizantin de patrikios.